# Sebehr Rahma

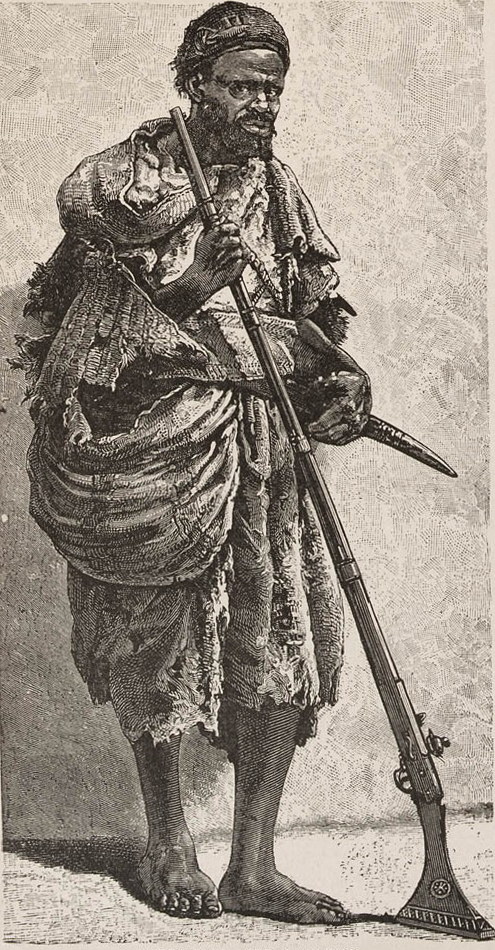
Sebehr Rahma

Sebehr Rahma (ur. w 1830, zm. po 1900) – handlarz niewolników w końcu XIX wieku w Sudanie, znany także jako Al-Zubayr Rahma Mansur, lub Sebehr Rahma, bądź Rahama Zobeir, następnie pasza i gubernator Sudanu.
Uznawany w Anglii za „nemezis” generała Charlesa Gordona doczekał się statusu postaci niemal mitycznej, prasa na Wyspach określała go jako „najbogatszego i najgorszego”, „niewolniczego króla” „który w swej eskorcie miał nawet lwy na uwięzi”.

## Pochodzenie
Rahma pochodził z rodu Gemaab należącego do szczepu Dżalin w północnym Sudanie, a jego rodzina wywodzić się miała w prostej linii od Abbasa, wuja samego Mahometa.
Do aktywnej działalności przystąpił w roku 1856, kiedy to, na czele grupy uzbrojonych jeźdźców opuścił Chartum by następnie założyć sieć militarnych punktów zwanych zeribami, skupiając się na handlu niewolnikami i kością słoniową. 
W roku 1871, gdy był u szczytu potęgi, Rahmę odwiedził Georg Schweinfurth, który opisał otoczenie watażki jako „dwór niemal książęcy”. W dwa lata później mianowany został gubernatorem regionu Bahr al-Ghazal w zamian za doroczną daninę w postaci kości słoniowej.
Rahma miał pod kontrolą 30 zerib, co przysporzyło mu tytułów beja i paszy po inwazji Dar Furu w sojuszu (jego zastępcą stał się inny watażka Rabih az-Zubajr) z kedywem Egiptu Ismailem Paszą.  Mówiono o nim  „Czarny Pasza”.

## Przeciw Gordonowi
W 1877 r. generał Gordon przybył do siedziby nowo mianowanego gubernatora Sudanu i zażądał zniesienia handlu żywym towarem. Doszło do ostrej wymiany zdań, w wyniku której Gordon cofnął mu nominację. Rahma udał się ze skargą do Kairu, domagając się dla siebie dodatkowo gubernatorstwa niedawno podbitego Darfuru, ale spotkał się z odmową.  Egipscy urzędnicy zabronili mu powrotu do Sudanu, ale zezwolili na podróż do Konstantynopola.
W tym samym roku Gordon pisał do Anglii: „Muszę tu walczyć z wieloma grupami nacisku, z fanatykami przeciwnymi zniesieniu niewolnictwa... w dużych, na poły niezależnych prowincjach jak te którymi włada Sebehr, Czarny Pasza, w Bahr al-Ghazal”.

## Uwięziony w Egipcie
Przed wyjazdem do Kairu, gdzie miał zamiar przekupić urzędników, którzy za 100,000 funtów uznaliby jego niezależność, Rahma zwołał („pod drzewem”) zebranie wodzów plemiennych, którzy zgodzili się - gdyby akcja w Kairze się nie powiodła - powołać ludzi pod broń. Wbrew własnym oczekiwaniom został zatrzymany i uwięziony przez Egipcjan bez prawa powrotu do Sudanu.  Wobec powyższego wysłał depeszę do Gordona oferując 25 tysięcy rocznie dla kedywa oraz ponowne podporządkowanie się Sudanowi w zamian za możliwość powrotu. Gordon odmówił, wobec czego Rahma posłał gońca do swych podwładnych z informacją, że mają „wykonać rozkazy dane im pod drzewem”, co spowodowało wybuch powstania na południe od Chartumu.
Rahma, za udział w przygotowaniu powstania, skazany został na śmierć, jednak pomimo to traktowany był na dworze kedywa jako gość; nikt nie myślał o wykonaniu wyroku.
Chcąc dogadać się z Sulejmanem, gdy jego ojciec siedział w kairskim więzieniu, Gordon kilka razy próbował spotkać się z młodym człowiekiem. Udając, że traktuje go jak „ojciec”, starał się przekonać Sulejmana, że wybuch powstania był prowokacją i że teraz stawia przed nim ultimatum - albo Sulejman podda się, albo zostanie zaatakowany przez przeważające siły. Udając chorego Suleiman wrócił do swoich i wkrótce posłał Gordonowi list z obietnicą poddania się w zamian za stanowisko gubernatora. Oburzony Gordon odpowiedział, że prędzej umrze niż odda urząd w ręce buntownika, chyba że ten uda się do Kairu i złoży przysięgę wierności przed kedywem.
Doprowadzony do wściekłości Suleiman zebrał 6000 konnych i zaatakował, ale wkrótce został rozbity przez siły Jussufa Paszy i Romolo Gessi'ego. Gessi, we współdziałaniu z Tahą Mahometem, zaatakował i zniszczył Dem Sebehr, znany fort handlarzy niewolników. W końcu Sulejman został schwytany i zamordowany przez ludzi Gessi'ego

## Dalsze losy
18 lutego 1884 Gordon zaoferował uwięzionemu Rahmie wolność i przywództwo całego Sudanu w zamian za zdławienie powstania Muhammada Ahmada zwanego mahdim. W miesiąc później Gordon zaskoczył Europę  informując, że Rahma będzie jego następcą na stanowisku gubernatora Sudanu.  
Reginald Wingate, który znał Rahmę osobiście, opowiadał Brytyjczykom, że Rahma jest „dalekowzrocznym, myślącym człowiekiem o żelaznej woli, urodzonym władcą”.  W rezultacie królowa Wiktoria, Evelyn Baring, William Ewart Gladstone i Nubar Pasza w Kairze, zgodzili się na przyznanie Rahmie tytułu, ale pomysł odrzucił rząd brytyjski, któremu nie w smak były jego niewolnicze praktyki
Jakby niezależnie od tego Rahma został mianowany wodzem wszystkich murzyńskich wojsk kolonialnych i współdowodzącym oddziałów arabskich Husajna Paszy. W marcu roku następnego został jednak pozbawiony dowództwa i uwięziony w Gibraltarze gdy okazało się, że może wchodzić w układy z „fałszywym prorokiem” Ahmedem.
W sierpniu 1887 pozwolono mu wrócić do Kairu, a po ponownym podbiciu Sudanu w roku 1899 osiąść w swym rodzinnym kraju. Osiadł w Geili, około 45 kilometrów na południe od Chartumu. W podeszłym wieku spisał swe wspomnienia, które zostały wydane po angielsku jako Black Ivory: Or, the Story of El Zubeir Pasha, Slaver and Sultan, as Told By Himself.